# جرين النجد (النادرة)

تعديل مصدري - تعديل

جرين النجد محلة تابعة لقرية بيت السحيقي، التابعة لعزلة ظلم بمديرية النادرة إحدى مديريات محافظة إب في الجمهورية اليمنية، بلغ تعداد سكانها 121 حسب تعداد اليمن لعام 2004.